# Linköpings domkyrkokör
Linköpings domkyrkokör är en kyrkokör knuten till Linköpings domkyrkoförsamling.

## Historik
Linköpings domkyrkokör bildades 1887 av domkyrkoorganisten Fredrik Thorselius och Fredrik Törnwall. Under körens bildande var även domprosten Carl Wilhelm Charleville med och stöttade kören. Vid sin första konsert år 1888 samlade man omkring 600 personer. År 1903 började kören få ett årligt anslag från kyrkorådet på 292 kronor och dirigenten fick 100 kronor. Kören sjöng från läktaren i Linköpings domkyrka fram till 1970-talet.

## Dirigenter
- 1887–1900: Fredrik Thorselius
- Lennart Ekholm
- 2023–2024: Marie-Louise Beckman

## Diskografi
- 1979 – Katedralmusik.[2]